# La novia (film 1962)
La novia è un film argentino del 1962, diretto da Ernesto Arancibia e ispirato all'omonima canzone scritta da Joaquin Prieto e interpretata da suo fratello, il cantante e attore cileno Antonio Prieto, che compare nel film.